# Kukulugala
Kukulugala är ett berg i Sri Lanka.   Det ligger i provinsen Sabaragamuwa, i den södra delen av landet, 50 km sydost om huvudstaden Colombo. Toppen på Kukulugala är 672 meter över havet, eller 551 meter över den omgivande terrängen. Bredden vid basen är 17,7 km.
Terrängen runt Kukulugala är huvudsakligen lite kuperad. Runt Kukulugala är det tätbefolkat, med 459 invånare per kvadratkilometer. Närmaste större samhälle är Ratnapura, 15,1 km öster om Kukulugala. I omgivningarna runt Kukulugala växer i huvudsak städsegrön lövskog.